# Polyclysta gonycrota
Polyclysta gonycrota là một loài bướm đêm trong họ Geometridae.